# Månkarbo
Månkarbo est une localité de Suède dans la commune de Tierp située dans le comté d'Uppsala.
Sa population était de 663 habitants en 2019.